# کارن هورنینگ
کارن هورنینگ (به انگلیسی: Karen Horning) (زادهٔ ۲۸ نوامبر ۱۹۶۶) شناگر اهل پرو است.